# Rúmil
J.R.R. Tolkien történeteiben Rúmil egy a noldák közül, aki igen mélyrehatóan ismeri a tündék hagyományait. Nevének eredete nem tisztázott, valószínűleg a rum szótőből származik, melynek jelentése: titok. Mivel Rúmil nolda, életét a noldák fővárosában, Tirionban élte (éli).
Rúmil nevéhez köthető az első tünde írás kifejlesztése, amit saratinak hívnak. Ezt az írásmódot később Fëanor tette használhatóbbá, fejlesztette tovább immáron tengwar néven.
Nyelvészként Rúmil vizsgálta azt is, hogy a Teler nyelv mennyit fejlődött az idők során a közös tündenyelvhez képest, és hogy milyen különbségek mutathatók ki a (szintén ebből a gyökérből származó) Quenyához viszonyítva.
A később kiadott Középfölde története sorozatban (The History of Middle-earth) neki tulajdonítják  
A szilmarilokban található történetek közül kettőnek a megírását: az Ainulindalë-ét, Valaquenta-ét.
A Harmadkorban a Rúmil nevet viseli Lórieni Haldír testvére is.